# 潘辰 (专辑)
《潘辰》是中国内地歌手潘辰的首张专輯，于2012年8月28日发行。

## 曲目列表
1. 更爱
2. 因为爱（Ft.张靓颖）
3. 转飞的班机
4. 我的内心戏
5. 放肆呼吸
6. 是的旅行 还有风筝
7. 渡口
8. 夜天使
9. 流泪
10. 为母亲喝彩
11. 因为爱（独唱版）
12. 绽放爱
13. 环游你的心
14. 起风的季节
15. 冬眠